# Cil·leni
Cil·leni, en llatí Cyllenius, en grec antic Κυλλήνιος, fou un poeta grec autor de dos epigrames inclosos a l'Antologia grega. El seu nom apareix als manuscrits de l'antologia com Καλλινίου, Κυλλινίον, Κυλληνίου, o Κυλληνίου Πετιάνου.